# Sellingssundet
Het Sellingssundet is een meer in Zweden, in de gemeente Luleå. Het was in vroeger tijden een zeearm, sundet, maar is door stijging van het landschap nu een binnenmeer. Het water uit het Gammelstadsviken komt door de Sellingssundet en stroomt verder naar de Holmsundet en de Botnische Golf. Het dorp Reveln ligt aan het Sellingssundet.